# René Charles Snouckaert van Schauburg
René Charles Edouard George Jean baron Snouckaert van Schauburg ('s-Gravenhage, 10 mei 1857 – Territet, 30 augustus 1936) was een Nederlandse jurist, landgoedeigenaar en vogelkundige aan het begin van de 20e eeuw.

## Biografie
Snouckaert was lid van de familie Snouckaert van Schauburg en een zoon van hofmaarschalk Willem Carel baron Snouckaert van Schauburg (1823-1886) en Helena Albertina Sarah Louisa Citadella de Schultz (1832-1924). Hij promoveerde in 1880 in de rechten aan de universiteit Leiden en promoveerde in 1882 aan diezelfde universiteit op stellingen tot doctor in de staatswetenschappen. Hij vervulde diverse functies in de publieke sector, onder meer als ambtenaar bij Buitenlandse zaken en gemeenteraadslid van Lisse. Snouckaert nam een prominente positie in binnen de organisaties van vogelkunde. 
Snouckaert trouwde in 1882 met jkvr. Christina van den Berch van Heemstede (1863-1912), lid van de familie Van den Berch van Heemstede, met wie hij twee dochters kreeg; de oudste trouwde in 1904 met mr. Everardus Bonifacius François Frederik baron Wittert van Hoogland, heer van Hoogland, Emiclaer, Langenoorth en Bloemendaal (1875-1959), de jongste dochter trouwde met diens broer. Mr. dr. R.C. Snouckaert van Schauburg hertrouwde in 1920 met Neeltje Muller (1872-1959); uit dit huwelijk werden geen kinderen geboren.

### Vogelkunde
Snouckaert was bovenal vogelkundige. Hij was onder meer voorzitter van de Club van Nederlandse Vogelkundigen, een afsplitsing van de Nederlandse Ornithologische Vereniging die hij mede had opgericht. De belangrijkste reden voor de afsplitsing was een meningsverschil over het belang van vogelbescherming. Snouckaert zag daar niet veel in en wilde juist de jacht veel ruimte geven, terwijl zijn opponent, Jac.P. Thijsse, het omgekeerde betoogde.
De vogelkunde van Snouckaert bestond voor een groot deel uit het verzamelen en systematiseren van vogels, hetgeen tot een zeer grote collectie leidde. Deze collectie is uiteindelijk grotendeels in beheer gekomen van de Universiteit van Amsterdam. Snouckaert was ook in het buitenland bekend en lid van verschillende Europese vogelverenigingen.